# Hans Lippold
Hans Lippold ( 1932 - 1980 ) fue un botánico explorador alemán , que realizó extensas expediciones a Centroamérica y Cuba. Gran parte de sus colecciones botánicas se resguardan tanto en Viena, como en el Herbario del Jardín Botánico Nacional de Cuba, La Habana.

## Algunas publicaciones
- 1974. Neue Arten aus der Flora Cubas (Nuevas Especies de la Flora de Cuba). Herbarium Haussknecht, Sektion Biologie der Friedrich-Schiller-Universität, 69 Jena

## Honores

### Eponimia
- (Celastraceae) Cassine lippoldii (Bisse) Borhidi[2]

- (Fabaceae) Melilotus lippoldianus Lowe[3]

- (Lentibulariaceae) Pinguicula lippoldii Casper[4]

- (Theophrastaceae) Bonellia lippoldii (Lepper) B.Ståhl & Källersjö[5]

- La abreviatura «Lippold» se emplea para indicar a Hans Lippold como autoridad en la descripción y clasificación científica de los vegetales.[6]